# ابراهیم اصغرزاده
ابراهیم اصغرزاده (زادهٔ ۱۳۳۴) سیاستمدار ایرانی است. وی از رهبران دانشجویان مسلمان پیرو خط امام (گروهی که به اشغال سفارت آمریکا در سال ۱۳۵۸ اقدام کردند) و از بنیان‌گذاران دفتر تحکیم وحدت است.
اصغرزاده نماینده دوره سوم مجلس شورای اسلامی (۱۳۶۶ تا ۱۳۷۰)، عضو شورای اول شهر تهران (۱۳۷۷ تا ۱۳۸۱)، عضو شورای سردبیری روزنامه سلام و مدتی دبیرکل حزب همبستگی ایران اسلامی و مدیرمسئول روزنامه همبستگی بود.

## زندگی
او در ۱۳۳۴ در خاش به دنیا آمد. پدر و مادرش اهل بیرجند و روستای خُنگ شریف در استان خراسان جنوبی بودند. اصغرزاده دربارهٔ زندگی خود در خشت خام گفت: «من از یک خانواده متوسط و نظامی به دنیا آمدم و با تحصیلات دانشگاهی در تهران، از فضای سنتی خانوادگی‌ام فاصله گرفتم و به سمت محیطی مدرن و تکنولوژیک قدم گذاشتم.» طاهره رضازاده همسر اصغرزاده است. او نماینده شیراز در مجلس ششم بود.
او در دهه ۱۳۶۰ از افراد نزدیک به سید محمد خاتمی بود و قائم مقام فرهنگی مؤسسه کیهان و معاونت روابط بین‌الملل وزارت فرهنگ و ارشاد اسلامی را عهده‌دار بود. در دوره سوم مجلس شورای اسلامی (۱۳۶۶ تا ۱۳۷۰) به نمایندگی تهران برگزیده شد. او پس از جنگ مخالف برنامه‌های اقتصادی هاشمی رفسنجانی، طرفدار بهبود روابط با غرب، اصلاحات سیاسی و اعطای آزادی‌های فردی بیشتر شد.
اصغرزاده طی حضور در مجلس سوم با ایراد نطق‌های پیش از دستور مخالفت خود را با سیاست‌های دولت هاشمی رفسنجانی از قبیل برقراری رابطه دیپلماتیک با عربستان سعودی و پیروی از سیستم سرمایه‌داری غرب اعلام می‌داشت.

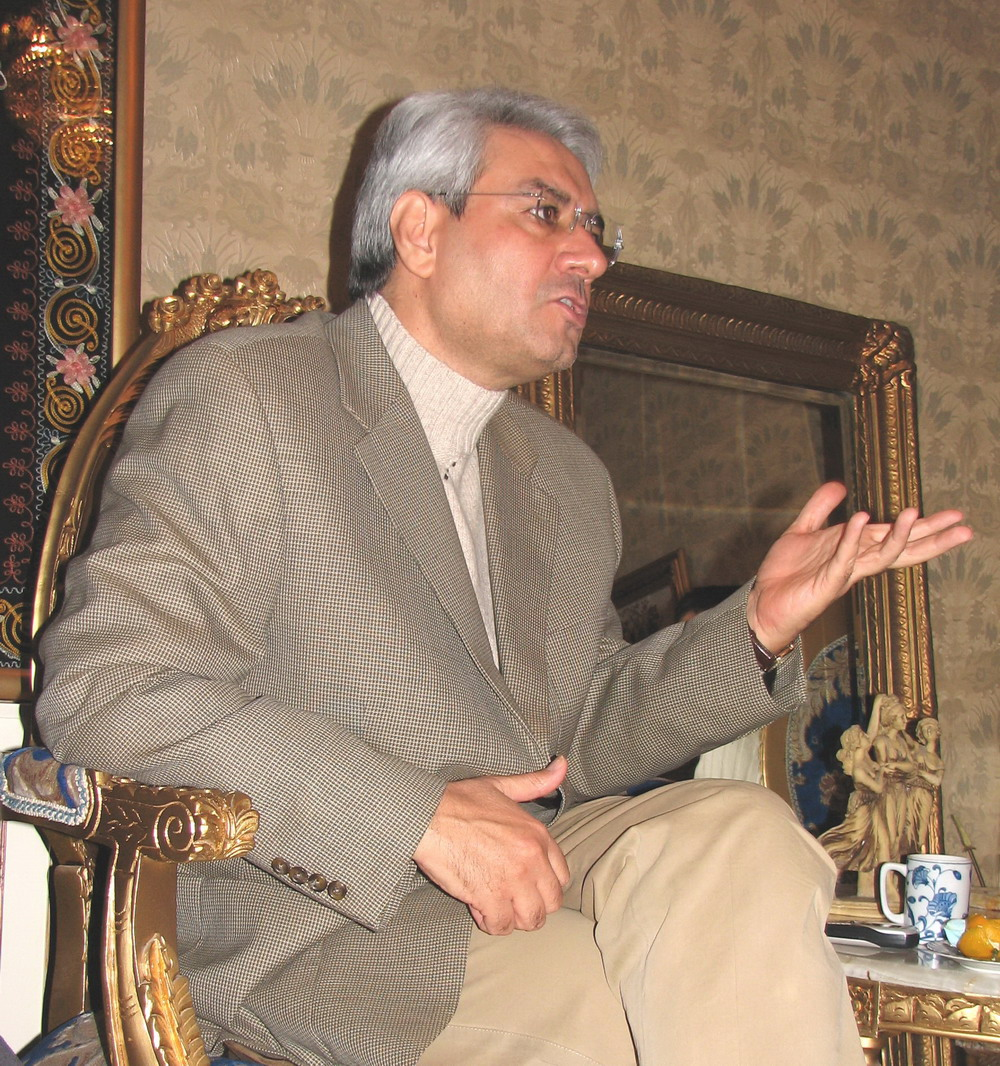
ابراهیم اصغرزاده، دسامبر ۲۰۰۶

شورای نگهبان صلاحیت او را همچون بیشتر اعضای جناح چپ برای نمایندگی در مجلس چهارم رد کرد. اصغرزاده ۲۴ ساعت پس از پایان دوره نمایندگیش دستگیر و به مدت یک ماه در سلول انفرادی بازداشت شد. پس از آزادی از زندان شغل مهندسی را رها کرد (وی مدرک مهندسی صنایع از دانشگاه صنعتی شریف دارد) و به همراه تعدادی از دوستانش همچون سعید حجاریان تحصیل در رشته علوم سیاسی دانشگاه تهران را آغاز کرد. پس از آن نیز برای انتخابات میاندوره‌ای مجلس پنجم، مجلس هفتم و سه دوره انتخابات ریاست جمهوری هفتم (۱۳۸۰)، هشتم (۱۳۸۴) و نهم (۱۳۹۲) کاندیدا شد که برای هیچ‌کدام تأیید صلاحیت نشد.
پس از انتخابات دوم خرداد اصغرزاده برخلاف انتظار وارد حزب تازه تأسیس جبهه مشارکت نشد. او در انتخابات شورای اول شهر تهران (۱۳۷۷ تا ۱۳۸۱) شرکت کرده و به عضویت این شورا انتخاب شد و مدتی نایب‌رئیس آن بود. انتقادات شدید او به مدیریت شهر تهران زمینه‌ساز انحلال این شورا توسط وزارت کشور دولت خاتمی شد.

## اشغال سفارت آمریکا
اصغرزاده هرچند هنوز از اقدام خود در اشغال سفارت آمریکا دفاع می‌کند اما اظهار داشته که حاضر است به خاطر این کار عذرخواهی کند، اگر این کار به بهبود روابط دو کشور کمک کند. او داشتن برنامه‌ای برای گروگان‌گیری یا اقامت طولانی در سفارت را رد کرده است و می‌گوید با پشتیبانی خمینی و حضور مردم در جلوی سفارت برای حمایت از آنان چاره‌ای جز باقی‌ماندن در سفارت برای آنان نمانده بود.
اصغرزاده در خشت خام گفت: «در قانون اساسی اولیه هیچ اشاره‌ای به ولایت فقیه نشده بود و این نشان‌دهندهٔ عدم وجود یک خط روشن در تفکر سیاسی ما بود، درحالی که تمام کشورهای دموکراتیک با مبارزات خود دموکراسی را به دست آوردند.»
همچنین اصغرزاده گفت: «انقلاب ایران محصول مشترک گروه‌های مختلف بود که برخی از آن‌ها به دلیل رابطه نزدیک با دربار، نه تنها به دنبال حفظ وضعیت موجود بودند، بلکه به تشویق و حمایت از تظاهرات هم می‌پرداختند و در این میان، تضادهایی مانند دیو و دلبر در ذهن مردم شکل گرفت.»